# Ахмед, Кази Зафар
Кази Зафар Ахмед (бенг. কাজী জাফর আহমেদ; 1 июля 1939, Чауддаграм, округ Трипура, Бенгальское президентство, Британская Индия — 27 августа 2015, Дакка, Бангладеш) — политический и государственный деятель Пакистана и Бангладеш, премьер-министр Бангладеш (1989—1990).

## Биография
Был одним из лидеров студенческого движения Даккского университета. Имел докторскую степень в области исторических наук.
Был одним из студенческих лидеров народного восстания против режима Айюб Хана (1962), которое привело к смягчению репрессий против оппозиции и освобождению из заключения политических лидеров. Считался маоистским политиком, был генеральным секретарём Союза студентов Восточного Пакистана (1962—1963). Позже стал одним из лидеров рабочего движения, главным образом в промышленной зоне Тонги. Также являлся лидером прокитайской фракции, которая откололась от Коммунистической партии в 1966 году и был одним из первых, кто потребовал независимости Восточного Пакистана на общенациональном митинге 22 февраля 1970 года.
С 1967 по 1985 год являлся президентом Федерации бенгальских трудящихся.
После провозглашения независимости Бангладеш присоединился к Национальной партии Авами Абдул Хамида Хана Бхашани и стал её генеральным секретарем (1972—1974). Позже он создал Объединённую народную партию (1974) и являлся её генеральным секретарем до 1986 года. Как лидер партии вошёл в коалиционное правительство сформированное президентом Зиауром Рахманом и занял пост министра образования (1978). Однако вскоре покинул этот пост из-за политических разногласий с лидерами коалиции.
В дальнейшем играл значимую роль в борьбе с военным режимом Мохаммада Эршада, однако затем изменил свои политические взгляды, вступив в проправительственную партию Джатья и занимал должности министра торговли, министра судоходства и портов, министра информации и министра образования, заместителя премьер-министра (1986—1990).
В 1989—1990 годах — премьер-министр Бангладеш.
В 1986—1996 годах избирался депутатом парламента и заместителем руководителя парламентской фракции партии Джатья.
После падения администрации Эршада в 1999 году выехал в Австралию на лечение, там становится приглашенным профессором в области Южно-азиатской глобальной политики Университета Западного Сиднея (1999—2000). Его публичные лекции были посвящены движению за независимость, геополитическими событиями на субконтиненте и развитию образования в Бангладеш.
После возвращения на родину в августе 2001 года был арестован, но в октябре выпущен на свободу. Затем снова жил в Австралии в качестве беженца, получая пенсию по инвалидности.
В феврале 2004 года вернулся в Бангладеш и в общественно-политическую жизнь страны. В 2013 году был исключён из партии Джатья и вступил в ряды Националистической партии.

## Смерть
Умер 27 августа 2015 года в возрасте 76 лет в Объединённой больнице Дакки, Бангладеш.